# Reloj calculadora

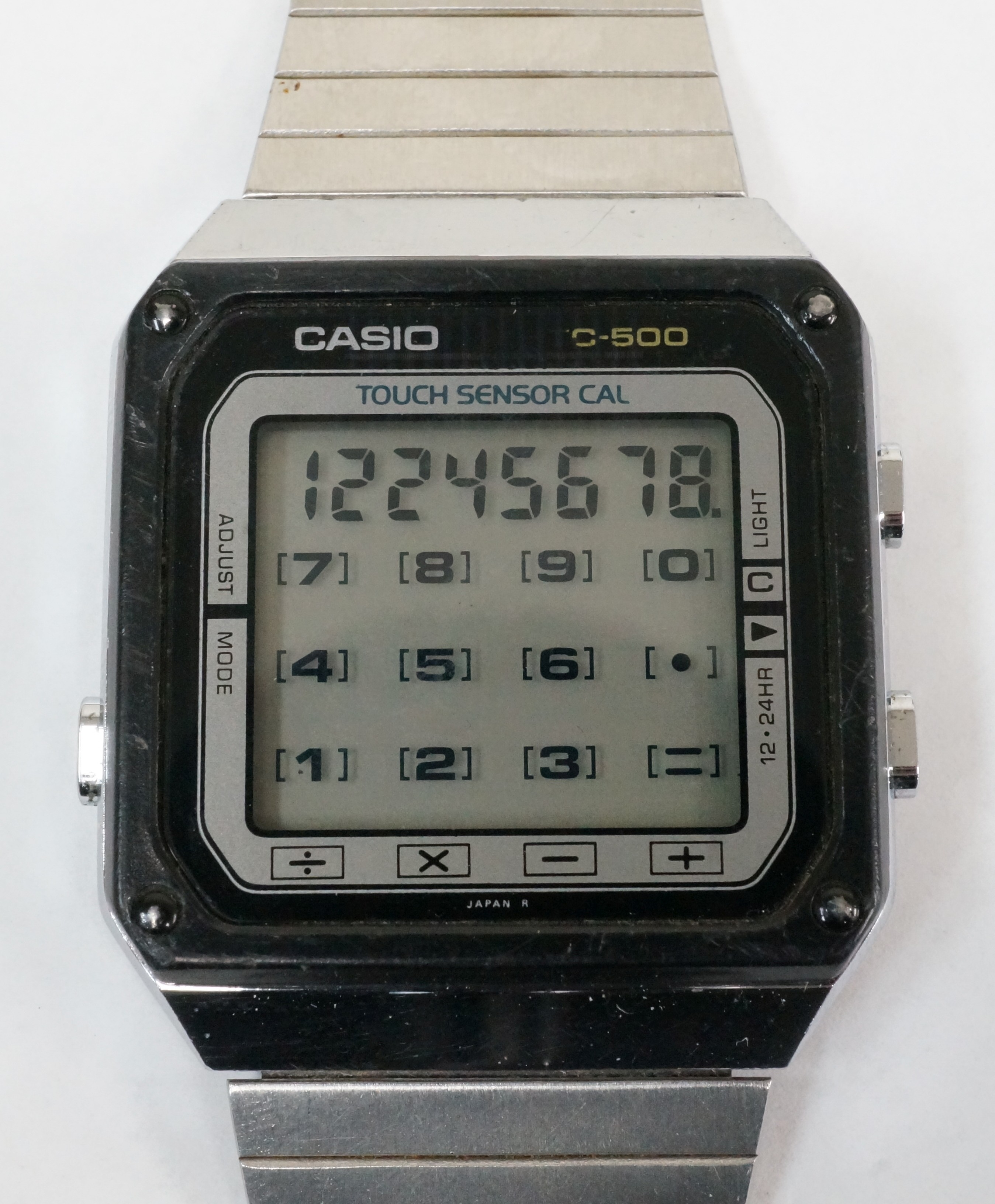
Reloj calculadora con sensor táctil Casio TC500 de 1983, que utiliza una pantalla táctil capacitiva para la calculadora y los botones de función

Un reloj calculadora es un tipo de reloj de pulsera que cuenta con una calculadora integrada, y que suele incluir un pequeño teclado junto al dial. Estos dispositivos se introdujeron por primera vez en la década de 1970 y se han seguido fabricando, a pesar de su popularidad decreciente a partir de la década de 1980. Las marcas más importantes en este sector fueron Casio (con la serie Casio Databank) y Timex.
La mayoría de los relojes calculadora solo realizan operaciones aritméticas básicas (suma, resta, multiplicación y división). Sin embargo, existen varios modelos con funciones adicionales: científicas (como funciones transcendentes y trigonométricas en los modelos Casio CFX-20, CFX-200, CFX-400 y Citizen 49-9421), financieras (Casio CBA-10) y de control remoto de TV (CMD-40B y CMD-30B).
Por lo general, los relojes calculadora funcionan con números de ocho dígitos. Sin embargo, también pueden funcionar con números de seis dígitos (por ejemplo, el Casio C-801) o de diez dígitos (como el Casio CBA-10).

## Historia

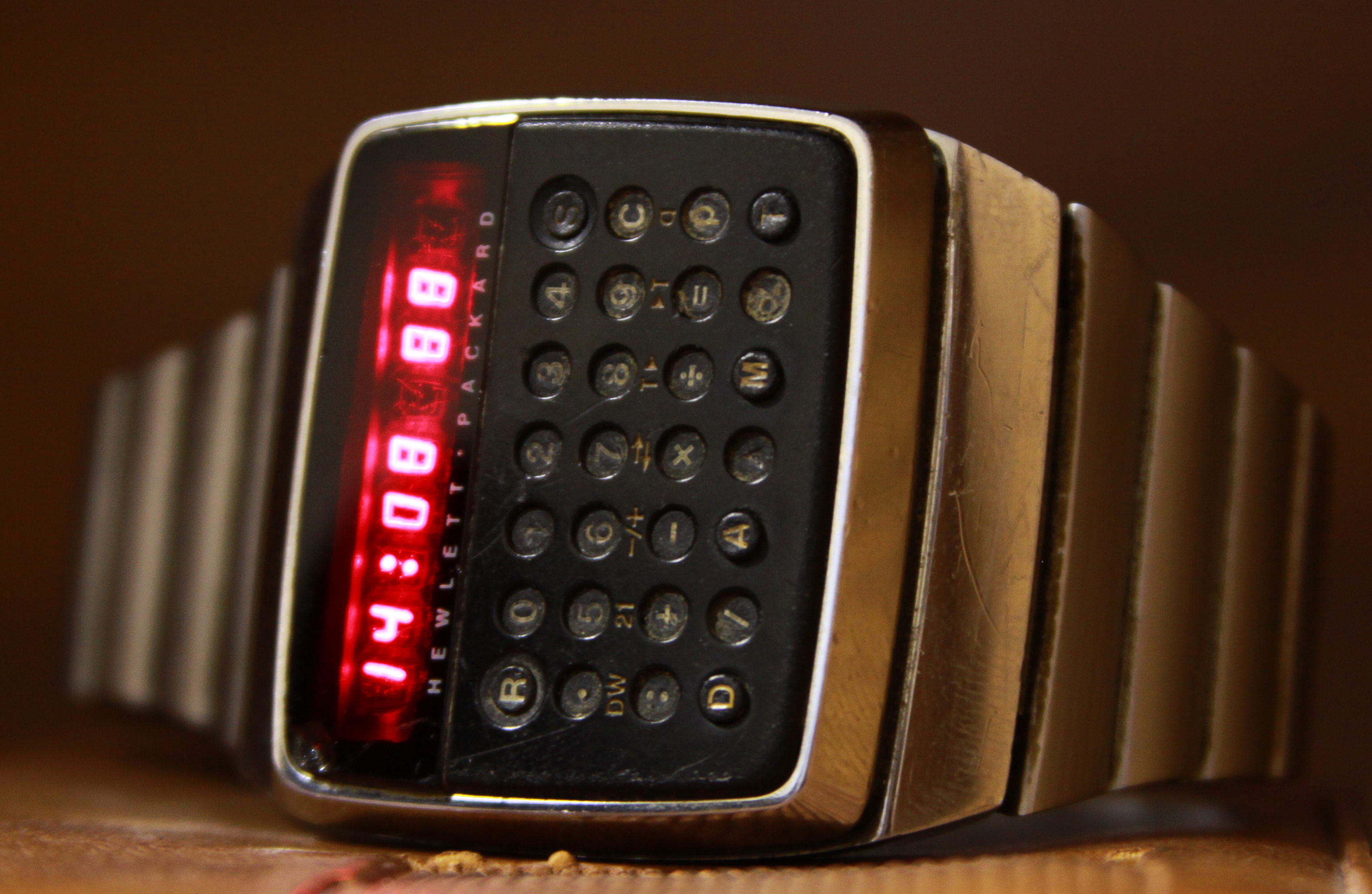
Rejor calculadora HP-01

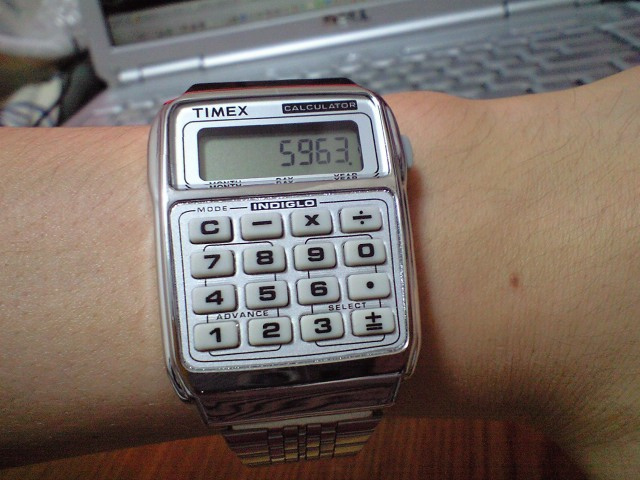
Reloj calculadora Timex CA3A0441

Los relojes calculadora aparecieron por primera vez a mediados de la década de 1970, introducidos por Pulsar (en 1975 era una marca propiedad de la Hamilton Watch Company), y por Hewlett-Packard.
Otro reloj calculadora popular fue el Time Computer Calculator 901, que podía realizar funciones aritméticas básicas. Los modelos 902 incluían funciones adicionales como el cálculo de porcentajes, y tenían un precio elevado (4000 dólares estadounidenses) porque estaban hechos de oro macizo y se operaban con un lápiz óptico debido al pequeño tamaño de sus botones.
Entre los relojes calculadora más populares se encuentran los de Seiko y los de Citizen, que en ocasiones contaban con funciones innovadoras.
La empresa japonesa de electrónica Casio produjo una gran variedad de relojes calculadora. A mediados de la década de 1980, creó el modelo Databank, que realizaba funciones de calculadora y almacenaba citas, nombres, direcciones y números de teléfono. Los relojes calculadora fabricados por Casio alcanzaron gran popularidad gracias a su aparición en películas, y también por ser los preferidos por las celebridades en eventos públicos.
Los relojes calculadora producidos en masa aparecieron a principios de la década de 1980, y la mayor parte de ellos se comercializaron a mediados de la década. Su popularidad comenzó a disminuir a mediados de la década de 1990, con la introducción de los teléfonos móviles y de modelos de PDA más económicos, que podían realizar las mismas funciones. El reloj calculadora es ahora un objeto de colección, y relojes destacados como los Timex y algunas variantes especiales de los relojes calculadora Casio, como el CFX-400, alcanzan un alto precio en el mercado de segunda mano.

## Imágenes
|  | [[File:CFX-200 scientific calculator watch.jpg\|280px\|alt={{{Alt\|Reloj con calculadora científica CFX-200, con funciones trigonométricas y científicas]] File:CFX-200 scientific calculator watch.jpgReloj con calculadora científica CFX-200, con funciones trigonométricas y científicas | [[File:TV remote watch.jpg\|280px\|alt={{{Alt\|Reloj calculadora Casio CMD-40, con un mando a distancia integrado]] File:TV remote watch.jpgReloj calculadora Casio CMD-40, con un mando a distancia integrado |  |